# 稲島村
稲島村（とうじまむら）は、かつて新潟県西蒲原郡にあった村。1901年11月1日の合併によって消滅し、現在は新潟市西蒲区の一部となっている。
以下の記述は合併直前当時の旧稲島村に関しての記述であり、現在では名称等が異なる場合がある。なお、ここに記述されていない内容に関しては新潟市などの記事を参照。

## 沿革
- 1889年（明治22年）4月1日 - 町村制施行に伴い西蒲原郡稲島村、伏部村が合併し、稲島村が発足。
- 1901年（明治34年）11月1日 - 西蒲原郡竹野町村、仁ヶ村、福木岡村と合併し、峰岡村となり消滅。

## 地域
稲島村は、合併した村名を継承する以下の大字で構成される。
稲島（とうじま）
1889年（明治22年）まであった稲島村の区域。現在の新潟市西蒲区稲島。
伏部（ふすべ）

1889年（明治22年）まであった伏部村の区域。現在の新潟市西蒲区伏部。